# NGC 6050
NGC 6050 (również Arp 272) – galaktyka spiralna znajdująca się w konstelacji Herkulesa. Została odkryta 27 czerwca 1886 roku przez Lewisa Swifta. Znajduje się w odległości około 450 milionów lat świetlnych od Ziemi. Należy do Gromady galaktyk w Herkulesie.
NGC 6050 znajduje się w trakcie zderzenia z galaktyką IC 1179. Para ta została skatalogowana przez Haltona Arpa w jego katalogu pod numerem 272. Niektóre źródła sugerują, żeby obie te galaktyki traktować jako obiekt NGC 6050 (oraz IC 1179), gdyż jest mało prawdopodobne, by Swift w swoim 16-calowym teleskopie widział je jako oddzielne obiekty.